# Murder music
Murder music („Mordmusik“, in Deutschland auch gebräuchlich „Hassmusik“) ist ein von dem britischen Aktivisten Peter Tatchell Mitte der 1990er Jahre geprägter Begriff, um bestimmte homophobe Werke vor allem jamaikanischer Musiker, in erster Linie aus dem Dancehall- und Reggaebereich, die zu Gewalt und Mord gegen Schwule aufriefen, zu bezeichnen. Gegenüber Rechtsrock bzw. R.A.C. haben diese Musikrichtungen wegen der sonst vorherrschenden Themen ein relativ breites, auch politisch links und liberal ausgerichtetes Publikum und die betreffenden Künstler konnten problemlos auftreten. Die verwendeten Slangausdrücke für Homosexuelle waren vielen Menschen außerhalb Jamaikas nicht bekannt, ebenso wenig wie die stark homophobe Kultur in Jamaika.

## Künstler und Reaktionen
Die britische Organisation Outrage, der LSVD und  Human Rights Watch beschuldigten Beenie Man, Elephant Man, Sizzla, Bounty Killer, Vybz Kartel, Capleton, T.O.K., Buju Banton und andere, Homophobie zu fördern.
Im Rahmen der Kampagne gegen murder music bzw. Hassmusik wurden u. a. Künstler wie Eminem, in Deutschland Rapper wie Bushido kritisiert. Die Staatsanwaltschaft Berlin erhob 2007 Anklage gegen „Boss A“ und den ehemaligen Aggro-Berlin-Rapper G-Hot wegen der Herstellung und Veröffentlichung des homophoben und volksverhetzenden Songs „Keine Toleranz“. Das Label von G-Hot, dessen Vertrag dort 2006 auslief, beendete daraufhin jede Zusammenarbeit und schloss auch zukünftige gemeinsame Projekte aus.
Häufig behaupten die Künstler als Rechtfertigung, diese Texte seien nicht wörtlich zu verstehen und kein Aufruf, Menschen oder Dinge zu verbrennen. So erklärte beispielsweise der Reggaesänger Capleton, mit „Feuer“ sei kein reales Feuer gemeint, sondern ein spirituelles Feuer, das die Seele reinigt; ein Konzept, das auch in biblischen Texten vorkomme.
Bounty Killer und Sizzla wurden 2008 auf Initiative des LSVD und von Volker Beck vom Bundesinnenministerium im Schengener Informationssystem zur Abweisung an den Grenzen ausgeschrieben.
Ende August 2008 wurden einige jamaikanische CDs von Elephant Man wegen Jugendgefährdung in Deutschland indiziert.

## Reggae Compassionate Act
Mehrere Reggae-Stars, darunter Beenie Man, Sizzla und Capleton, unterzeichneten 2007 in London den sogenannten Reggae Compassionate Act, ein Abkommen mit den Initiatoren der Kampagne „Stop Murder Music“. Sie verpflichteten sich darin, in Zukunft schwulenfeindliche Texte in ihren Songs zu unterlassen. 2008 unterzeichnete Beenie Man nach Angaben des Kesselhaus in der Kulturbrauerei auch eine für Deutschland geltende Vereinbarung, den Reggae Compassionate Act II. Der LSVD würdigte dies als „ersten Schritt in die richtige Richtung“.

## Stop Murder Music in der Schweiz
Am 14. März 2008 fand die Dancehall Unity Vol. III statt. Die Party wurde vom Kollektiv Culture Factory (CF), einer von drei im Kulturzentrum Reithalle Bern aktiven Reggae-Dancehall-Plattformen, organisiert. Als der MC des Zürcher Soundsystems Dubversive Soundsystem lautstark einen Battyman-Tune mitsang, stellten ihn die CF-Organisatoren zur Rede und forderten schließlich das gesamte Soundsystem zum Verlassen der Veranstaltung auf. Von einer Minderheit der Gäste folgten daraufhin negative Kommentare, darunter homophobe. In der internen Diskussion der CF sowie mit Freunden kam man zu der Einsicht, dass dieser Themenbereich noch einiges an Aufklärungsarbeit erfordere.
Dies war der Auslöser, im April 2008 Stop Murder Music Bern zu starten. Im Gegensatz zu manchen schwul-lesbischen NGOs und Veranstaltern sehen sie im Boykott und in der Isolation der entsprechenden Künstler die bessere Strategie. Die Distanzierung von Homophobie und Aufrufen zu Gewalt gegen Schwule und Lesben durch Veranstalter, die solche Künstler bei entsprechenden Vertragsvereinbarungen trotzdem auftreten lassen, hinterlässt für sie ein ungutes Gefühl. Sie vergleichen die Logik mit einer temporären vertraglichen „Entnazifizierung“ von Rechtsrock-Bands für europaweite Konzerttourneen. Mit ihrem Projekt wollen sie erreichen, dass schwulen- und lesbenfeindliche Musiker es in Bern und der restlichen Schweiz schwer haben, Auftrittsmöglichkeiten zu finden, ebenso wie Soundsystems, die Battyman-Tunes auflegen oder sogar mitsingen. Dies soll erreicht werden, indem möglichst viele Veranstaltungsorte, Soundsystems, DJs und Interessierte ihr Manifest unterstützen und die Inhalte des Manifests samt allfälliger Sanktionen Teil ihrer Vertragsbedingungen werden lassen. Zusätzlich sollen Informationen über homophobe Tendenzen einer breiten Öffentlichkeit zugänglich gemacht werden.
Die Vertreibung aus der Hauptstadtregion verursachte eine Zunahme der Auftritte in der Nordostschweiz. Auch gilt das EU-Einreiseverbot für manche Künstler nicht für die Schweiz. Im Juli 2009 erfolgte nach dem gleichen Muster die Gründung von Stop Murder Music Zürich durch den schwulen SP-Politiker Roland Munz zusammen mit drei heterosexuellen Freunden.